# Liste der portugiesischen Abgeordneten zum EU-Parlament (2009–2014)
Die Liste der portugiesischen Abgeordneten zum EU-Parlament (2009–2014) listet alle portugiesischen Mitglieder des 7. Europäischen Parlaments nach der Europawahl in Portugal 2009.

## Mandatsstärke der Parteien zum Ende der Wahlperiode
- GUE/NGL: 5
- S&D: 7
- EVP: 10

- GUE/NGL: 4
- S&D: 7
- G/EFA: 1
- EVP: 10

| Nationale Partei                                       | Mandate | Fraktion                                                                                  |
| ------------------------------------------------------ | ------- | ----------------------------------------------------------------------------------------- |
| Partido Social Democrata (PSD)                         | 8       | Fraktion der Europäischen Volkspartei (EVP)                                               |
| Centro Democrático e Social – Partido Popular (CDS-PP) | 2       | Fraktion der Europäischen Volkspartei (EVP)                                               |
| Partido Socialista (PS)                                | 7       | Fraktion der Progressiven Allianz der Sozialdemokraten im Europäischen Parlament (S&D)    |
| Bloco de Esquerda (BE)                                 | 2       | Konföderale Fraktion der Vereinten Europäischen Linken/Nordischen Grünen Linken (GUE/NGL) |
| Partido Comunista Português (PCP)                      | 2       | Konföderale Fraktion der Vereinten Europäischen Linken/Nordischen Grünen Linken (GUE/NGL) |
| LIVRE                                                  | 1       | Die Grünen/Europäische Freie Allianz (G/EFA)                                              |
| SUMME                                                  | 22      |                                                                                           |

## Abgeordnete
| Bild | Name                        | geb. | MEP seit      | Wahlkreis | Partei | Fraktion | Kommentar |
| ---- | --------------------------- | ---- | ------------- | --------- | ------ | -------- | --- |
|      | Luís Paulo Alves            | 1961 | 14. Juli 2009 | Portugal  | PS     | S&D      | |
|      | Regina Bastos               | 1960 | 14. Juli 2009 | Portugal  | PSD    | EVP      | war bereits in der 5. Wahlperiode (2000–2004) MdEP                                                                                                 |
|      | Luis Manuel Capoulas Santos | 1951 | 20. Juli 2004 | Portugal  | PS     | S&D      | |
|      | Maria da Graça Carvalho     | 1955 | 14. Juli 2009 | Portugal  | PSD    | EVP      | am 30. April 2014 ausgeschieden |
|      | Carlos Coelho               | 1960 | 11. Jan. 1994 | Portugal  | PSD    | EVP      | |
|      | António Correia de Campos   | 1942 | 14. Juli 2009 | Portugal  | PS     | S&D      | |
|      | Joaquim Cruz                | 1979 | 1. Mai 2014   | Portugal  | PSD    | EVP      | am 1. Mai 2014 nachgerückt |
|      | Mário David                 | 1953 | 14. Juli 2009 | Portugal  | PSD    | EVP      | |
|      | Edite Estrela               | 1949 | 20. Juli 2004 | Portugal  | PS     | S&D      | |
|      | Diogo Feio                  | 1970 | 14. Juli 2009 | Portugal  | CDS-PP | EVP      | |
|      | José Manuel Fernandes       | 1967 | 14. Juli 2009 | Portugal  | PSD    | EVP      | |
|      | Elisa Ferreira              | 1955 | 20. Juli 2004 | Portugal  | PS     | S&D      | |
|      | João Ferreira               | 1978 | 14. Juli 2009 | Portugal  | PCP    | GUE/NGL  | |
|      | Ilda Figueiredo             | 1948 | 20. Juli 1999 | Portugal  | PCP    | GUE/NGL  | am 17. Januar 2012 ausgeschieden |
|      | Ana Gomes                   | 1954 | 20. Juli 1999 | Portugal  | PS     | S&D      | |
|      | Marisa Matias               | 1976 | 14. Juli 2009 | Portugal  | BE     | GUE/NGL  | |
|      | Nuno Melo                   | 1966 | 14. Juli 2009 | Portugal  | CDS-PP | EVP      | |
|      | Vital Moreira               | 1944 | 14. Juli 2009 | Portugal  | PS     | S&D      | |
|      | Maria do Céu Patrão Neves   | 1959 | 14. Juli 2009 | Portugal  | PS     | S&D      | |
|      | Miguel Portas               | 1958 | 20. Juli 2004 | Portugal  | BE     | GUE/NGL  | am 24. April 2012 verstorben |
|      | Paulo Rangel                | 1968 | 14. Juli 2009 | Portugal  | PSD    | EVP      | |
|      | Alda Sousa                  | 1953 | 9. Mai 2012   | Portugal  | BE     | GUE/NGL  | am 9. Mai 2012 für Miguel Portas nachgerückt |
|      | Rui Tavares                 | 1972 | 14. Juli 2009 | Portugal  | LIVRE  | G/EFA    | gewählt als Unabhängiger auf der Liste des Bloco des Esquerda (BE); am 20. Juni 2011 von GUE/NGL zu G/EFA übergetreten; ab 2013 Mitglied von LIVRE |
|      | Nuno Teixeira               | 1973 | 14. Juli 2009 | Portugal  | PSD    | EVP      | |
|      | Inês Cristina Zuber         | 1980 | 18. Jan. 2012 | Portugal  | PCP    | GUE/NGL  | am 18. Januar 2012 für Ilda Figueiredo nachgerückt                                                                                                 |